# The Click Song
Qongqothwane è una canzone tradizionale dell'etnia xhosa. Viene cantata tradizionalmente ai matrimoni, a scopo benaugurale. In occidente è nota con il titolo The Click Song ("la canzone dei click") datole dai colonizzatori europei, che non erano in grado di pronunciare il titolo a causa della presenza delle consonanti click tipiche della lingua xhosa (traslitterate in q). Il titolo originale Qongqothwane significa invece "il coleottero che bussa" (in inglese knock-knock beetle), espressione che si riferisce volgarmente allo Xestobium rufovillosum, un coleottero che infesta il legno e produce un caratteristico ticchettio che funge da richiamo sessuale. Nella tradizione popolare xhosa, il suono prodotto da questo coleottero viene considerato annuncio di fortuna e pioggia.
Il brano è noto a livello internazionale soprattutto attraverso l'interpretazione della cantante sudafricana Miriam Makeba, che ne ha fatto uno dei suoi cavalli di battaglia.

## Testo
Igqirha lendlela nguqongqothwane

Igqirha lendlela kuthwa nguqongqothwane

Sebeqabele gqithapha bathi nguqongqothwane

Sebeqabele gqithapha bathi nguqongqothwane
L'indovino delle strade è il coleottero che bussa

L'indovino delle strade è il coleottero che bussa

Ha oltrepassato la ripida collina, il coleottero che bussa

Ha oltrepassato la ripida collina, il coleottero che bussa